# 145th Street (linea IRT Lenox Avenue)
145th Street è una fermata della metropolitana di New York situata sulla linea IRT Lenox Avenue. Nel 2019 è stata utilizzata da 954 825 passeggeri. È servita dalla linea 3, attiva 24 ore su 24.

## Storia
La stazione fu aperta il 23 novembre 1904. È stata ristrutturata tra luglio e novembre 2018.

## Strutture e impianti
La stazione è sotterranea, ha due banchine laterali e due binari. È posta al di sotto di Lenox Avenue/Malcolm X Boulevard e non ha un mezzanino, ognuna delle due banchine ospita infatti un gruppo di tornelli con due scale che portano all'incrocio con 145th Street.

## Interscambi
La stazione è servita da alcune autolinee gestite da NYCT Bus.
- Fermata autobus